# High Knob Fire Tower
La High Knob Fire Tower est une ancienne tour de guet américaine à la frontière du comté de Pendleton, en Virginie-Occidentale, et du comté de Rockingham, en Virginie. Située à 1 252 mètres d'altitude dans les Appalaches, elle est protégée au sein des forêts nationales de George Washington et de Jefferson. Elle a été construite en 1939-1940 par le Civilian Conservation Corps.